# Михайлівський (Саратовська область)
Михайлівський — смт. в Росії, ЗАТО в Саратовській області. Селище має статус міського округу.
Населення — 2677 осіб.

## Географія
Розташований в центральній частині Саратовського Заволжя на площі 19,3 км² поблизу від селища Горний, і оточений територією Краснопартизанського району.

## Історія

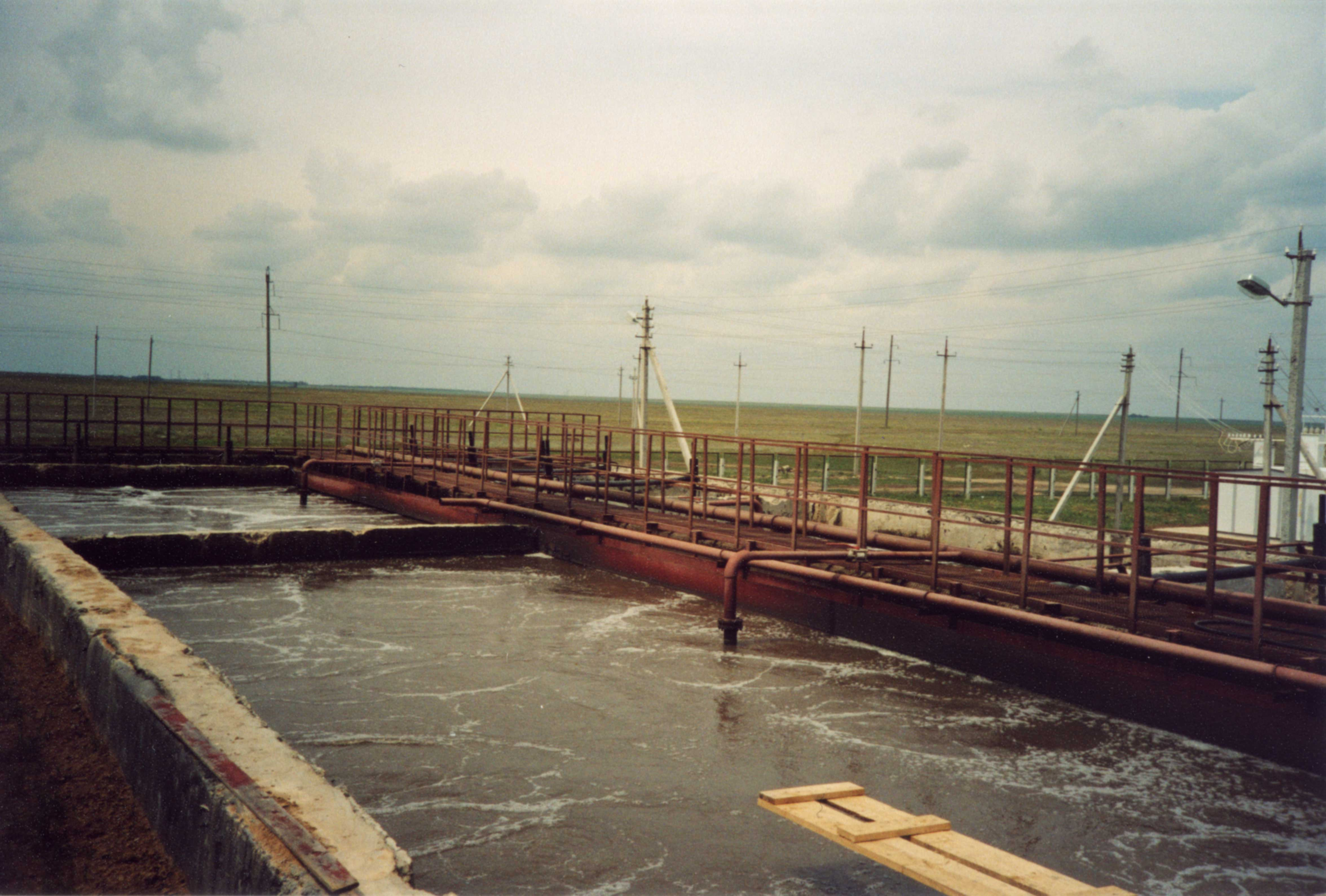
Аеротенк з активним мулом на об'єкті по знищенню хімічної зброї.

Знаходиться в місці дислокації військової частини, яка зберігала хімічну зброю (іприт, люїзит, їх суміші) з серпня 1942 року. Закрите адміністративно-територіальне утворення було утворено на підставі Указу Президента Російської Федерації від 13 листопада 2003 року № 1347 «Про перетворення селищ Михайлівський і Новооктябрський Саратовської області в закрите адміністративне утворення селище Михайлівський Саратовської області» з новозбудованих селищ Новооктябрський і Михайлівський в цілях створення надійної захисної зони для безпечного функціонування об'єкта по знищенню запасів отруйних речовин, забезпечення необхідного режиму його роботи та екологічної безпеки.
19 грудня 2002 року було розпочато промислове знищення хімічної зброї, до 25 грудня 2005 були знищені всі отруйні речовини (іприт, люїзит, подвійні і потрійні суміші).
В рамках програми по знищенню хімічної зброї були зведені наступні об'єкти соціальної сфери: селище для лікарів і вчителів, ветеранів війни та праці, що включає 77 дво- і одноквартирних будинків, 6 багатоквартирних житлових будинків для жителів селища, консультативно-діагностичний центр. Завершена реконструкція центральної районної лікарні. Ведеться будівництво будинку культури та кіно.